# Les Llongues
Les Llongues, és una partida rural del terme municipal d'Abella de la Conca, a la comarca del Pallars Jussà.
Està situada a prop i al sud-oest de la vila d'Abella de la Conca, a migdia de la partida de Cabidella. És al sud-est de Cal Teixidor, al nord-est de Cal Castelló, i al sud-oest de la Granja del Moixarda. Tots tres llocs pertanyen a les Llongues. A les Llongues mena el Camí de les Llongues.
Comprèn les parcel·les 372 a 377, 379 a 383, 391 a 398 i 452 del polígon 1 d'Abella de la Conca; consta de 18,6754 hectàrees amb conreus de secà, zones de pastura i altres de matolls i bosquina.